# الفدية (رواية)
الفدية هي إحدى روايات الروائية الأمريكية دانيال ستيل (بالانجليزيةRansom).

## نبذة قصيرة
تدور أحداث الرواية عن ضحايا الجرائم والمشاعر التي تكتنفهم وحاجتهم إلى المساعدة للخروج من أزماتهم وتخطي مشكلاتهم.